# Pánev East Warburton

Stát Jižní Austrálie. Pánev Warburton se nachází v Severovýchodním rohu.

Pánev East Warburton v Jižní Austrálii je možný pozůstatek velkého impaktního kráteru z období karbonu (stáří kolem 360–300 milionů let). Podzemní struktury leží v hloubce až 4 km a mají nejméně 200 km v průměru. Pro srovnání kráter Chicxulub má v průměru asi 180 km.
Vědci identifikovali impakt prostřednictvím analýzy šokových křemenných zrn z oblasti kruhové anomálie a ze studia regionu seismickou tomografií.